# BBS Kraftfahrzeugtechnik
A BBS Kraftfahrzeugtechnik é uma empresa sediada em Schiltach, na Alemanha que produz rodas automotivas, o nome vem do sobrenome dos fundadores e da cidade de fundação (Baumgartner, Brand e Schiltach).
A empresa foi fundada em 1970 por Heinrich Baumgartner e Klaus Brand inicialmente produzindo peças de plástico para automóveis, em 1973 foi a primeira empresa a produzir rodas com 3 peças, em 2007 foi adquirida pela belga Punch International, em 2015 foi adquirida pela coreana Nice Corp.